# Cryptella
Cryptella es un género de molusco gasterópodo de la familia Parmacellidae en el orden de los Stylommatophora.

## Distribución geográfica
Son endémicas de las Islas Canarias (España).

## Especies
Se reconocen 7 especies:
- Cryptella alegranzae Hutterer & Groh, 1991
- Cryptella auriculata (Mousson, 1872)
- Cryptella canariensis Webb & Berthelot, 1833
- Cryptella famarae Hutterer & Groh, 1991
- Cryptella parvula (Hutterer, 1990)
- Cryptella susannae (Hutterer, 1990)
- Cryptella tamaranensis (Hutterer, 1990)